# Конвенция о коренных народах и народах, ведущих племенной образ жизни в независимых странах 1989 года
Конвенция о коренных народах и народах, ведущих племенной образ жизни в независимых странах 1989 года — конвенция Международной Организации Труда, также известная как Конвенция МОТ 169 или К169. Это главная международная ограничительная конвенция о правах коренных народов, предшественница Декларации о правах коренных народов.
Она была принята в 1989 году, чтобы закрепить международные нормы относительно экономических, гражданских и политических прав коренных народов, ведущих племенной образ жизни во всех регионах земного шара. В преамбуле отмечалось, что в ранее действующих нормах содержалась ориентация на ассимиляцию коренных народов. Конвенция же признавала «стремление указанных народов к осуществлению контроля над их собственными институтами, их образом жизни и их экономическим развитием, их стремление к сохранению и развитию их самобытности, языка и религии в рамках тех государств, в которых они проживают». В преамбуле говорилось также о том, что во всём мире коренные народы «лишены возможности пользоваться основными правами человека в той же степени, что и остальная часть населения тех государств, в которых они проживают, и что нередко разрушаются их законы, их ценности, их обычаи и их перспективы».

## Документ
Конвенция состоит из Преамбулы, за которой следуют 44 статьи, образующие 10 разделов :
Раздел I. Общая политика
Раздел II. Земля
Раздел III. Наём и условия занятости
Раздел IV. Профессиональная подготовка, кустарные промыслы и сельские ремёсла
Раздел V. Социальное обеспечение и здравоохранение
Раздел VI. Образование и средства обращения
Раздел VII. Международные контакты и сотрудничество
Раздел VIII. Управление
Раздел IX. Общие положения
Раздел X. Заключительные положения

## Модификации
Эта Конвенция пересматривает Конвенцию № 107, Конвенцию 1957 года о коренном и другом населении, ведущем племенной образ жизни. Некоторые страны, ратифицировавшие Конвенцию 1989 года, «денонсировали» тем самым Конвенцию 1957 года.

## Цель и история
Конвенция № 169 является наиболее важным действующим международным законодательным актом, гарантирующим права коренных народов и народов, ведущих племенной образ жизни. Однако его сила зависит от большого числа ратификаций между странами.
Пересмотр Конвенции № 107 запрещает правительствам применять подходы, которые считаются интеграционными и ассимиляционными. В нём утверждается право коренных народов и народов, ведущих племенной образ жизни, на выбор в пользу интеграции или сохранения своей культурной и политической независимости. В статьях 8-10 признаются культуры, традиции и особые условия коренных народов, ведущих племенной образ жизни.
В ноябре 2009 года в решении суда в Чили, которое считается важной вехой в области защиты прав коренных народов, была использована конвенция о коренных народах и народах, ведущих племенной образ жизни в независимых странах 1989 года. Суд единогласно вынес решение в пользу предоставления общинам Чусмиза и Усмагама расхода воды 9 литров в секунду. Юридический спор длился 14 лет и касался прав сообщества на воду в одной из самых засушливых пустынь на планете – Атакаме. Решение Верховного суда по правам на воду в Аймаре подтверждает решения как трибунала Посо Альмонте, так и Апелляционного суда Икике и знаменует собой первое судебное применение Конвенции № 169 в Чили. До этого решения некоторые протесты усилились из-за несоблюдения Конвенции № 169 в Чили. Лидеры Мапуче подали судебный запрет против Мишель Бачелет и министра Хосе Антонио Виера Галло, который также является координатором по делам коренных народов, с аргументом, что правительство не в полной мере выполнило положение Конвенции № 169 о праве на «предварительные консультации», которые должны проводиться «добросовестно и в форме, соответствующей обстоятельствам, с целью достижения соглашения или согласия на предлагаемые меры», такие как лесозаготовки, агробизнес или горнодобывающие проекты на территориях коренных народов. В Чили уже было несколько примеров успешного применения Конвенции, например, случай с женщиной из Мачи, которая подала в суд, чтобы защитить участок земли с травами, используемыми в медицинских целях, которому угрожала лесная промышленность. Однако в то время были высказаны некоторые опасения по поводу приведения политических рамок правительства в соответствие с конвенцией, а не наоборот.